# De Marge
De Marge was een Utrechts tijdschrift voor de Faculteit der Letteren, dat van maart 1994 tot maart 2003 verscheen in een oplage van 6000 exemplaren. In maart 2004 is het blad opgeheven.

## Oprichting
De Marge is opgericht door Maurits Eykman (hoofdredactie), Ingmar Heytze (eindredactie), en Vrouwkje Tuinman.
Het blad begon aanvankelijk als faculteitsblad, maar toen Jaap de Wreede als eindredacteur aantrad, veranderde het blad geleidelijk in een onafhankelijk magazine. De Universiteit Utrecht bleef echter het blad subsidiëren. In tegenstelling tot de conventionele opstelling, bevatte het vernieuwde blad veel interviews met bekende Nederlanders, maar ook gastcolumns van omstreden wetenschappers zoals Wim Rietdijk en Bart Croughs. De Wreede schreef satirische columns die niet iedereen kon waarderen. De (gast)columns leidden tot verontruste en woedende schriftelijke reacties onder de lezers. Faculteitsdirecteur John Middelberg vond dit niet passen in de beleidsformulering van de universiteit. Hij verklaarde in een interview: "Wanneer je de voorkant eraf haalt, zie je niet meer dat dit blad van de Letterenfaculteit komt".

## Feminismerel
In juni 2000 haalde het blad het landelijke nieuws, nadat een radicale actiegroep een terreuractie op het blad pleegde. Het was een reactie op een satirische column van De Wreede, waarin hij feministen op de hak nam: "Er valt zo weinig te lachen zonder die rare wijfies".
De deur van het redactiekantoor werd door de actievoerders gebarricadeerd, en beklad met de leus "no secsisme" (sic). Daarbij werd de complete oplage van De Marge verwijderd en vernietigd, wat de toenmalige hoofdredactrice Naomi van Stelten erg betreurde.
De actie werd opgeëist door het Radicaal Front Tegen Seksisme. Theo van Gogh vernam in zijn nieuwsblad van de rel, en nam contact op met de redactie, om deze met columns te versterken. Over de actiegroep schreef hij het volgende: "Ik vermoed dat de jongens en meisjes van het Front 't liefst kampbewaaksters waren van de laatste mannen op aarde die -gevangen om vijftien miljard zaadcellen per week af te scheiden- geketend zijn om op hun rug dames het wonder der orgasme te bezorgen."
Op 14 juli 2004 verscheen in Nieuwe Revu een interview met milieuactivist Kevin Heller, getiteld Volkert is niet slim geweest. In dit artikel beschuldigt Heller De Wreede van racisme en seksisme, op grond van zijn artikelen die ooit in De Marge stonden. De Wreede diende daarop tegen de Nieuwe Revu een klacht in bij de Raad voor de Journalistiek omdat hij vond dat de periodiek wederhoor had moeten toepassen, en omdat er onjuistheden in het artikel zouden staan. In de uitspraak stelde de Raad De Wreede grotendeels in het gelijk, en achtte hij de beschuldiging van Heller ongegrond.

## "Een punt achter De Marge"
Vanaf februari 2004 verscheen er gedurende langere periode geen nieuwe uitgave van De Marge. Faculteitsdirecteur Middelberg maakte daarop kenbaar dat hij geen toekomst meer zag in het blad. Hij wilde de subsidiekraan voorgoed sluiten.
Volgens Lex van der Linden (eindredacteur) was de stilval te wijten aan het feit dat het blad zonder vormgever zat. Cartoonist en webredacteur Jo Luijten besloot om een nieuwe redactie op te richten, in een laatste poging om De Marge te redden.
Tegenover het Ublad verklaarde hij: "We willen een nieuw format en met een streng deadline-schema een nieuw blad maken dat meer voldoet aan de eisen van de faculteit. Die klaagt al jaren dat De Marge te veel gericht is op sociaal-culturele onderwerpen." Maar voor Middelberg stond het besluit al vast: "We zetten een punt achter De Marge".
In januari 2005, een krap jaar na de opheffing van De Marge, begonnen de voorbereidingen voor een nieuw studententijdschrift voor de Faculteit der Letteren: Geestdrift. Het eerste nummer kwam uit in juni van dat jaar.